# Ocotepec (Hidalgo)
Ocotepec es una localidad de México perteneciente al municipio de Almoloya en el estado de Hidalgo.

## Toponimia
Se compone de ocotl, ocote, de tepetl, cerro, y de c, en; y significa: "En el cerro de los ocotes".

## Geografía
A la localidad le corresponden las coordenadas geográficas 19° 41’ 44.23” de latitud norte y 98° 26’ 3.676” de longitud oeste, con una altitud de 2523 m s. n. m. Se encuentra a una distancia aproximada de 3.75 kilómetros al oeste de la cabecera municipal, Almoloya.
En cuanto a fisiografía se encuentra dentro de la provincia del Eje Neovolcánico dentro de la subprovincia de LLagos y Volcanes de Anáhuac; su terreno es de llanura. En lo que respecta a la hidrología se encuentra posicionado en la región Panuco, dentro de la cuenca del río Moctezuma, en la subcuenca de la laguna de Tochac y Tecocomulco. Cuenta con un clima templado subhúmedo con lluvias en verano, de menor humedad.

## Demografía
En 2020 registró una población de 833 personas, lo que corresponde al 6.64 % de la población municipal. De los cuales 392 son hombres y 441 son mujeres. Tiene 209 viviendas particulares habitadas.
| Gráfica de evolución demográfica de Ocotepec entre 1950 y 2020                               |
|                                                                                              |
| Población de los censos y conteos del Instituto Nacional de Estadística y Geografía (INEGI). |

## Economía
La localidad tiene un grado de marginación bajo y un grado de rezago social muy bajo.